# Cactoideae
Cactoideae là phân họ lớn nhất của họ Xương rồng.  Khoảng 80% các loài xương rồng thuộc phân họ này.

## Tông và chi
- Blossfeldieae
  - Blossfeldia
- Browningieae
  - Armatocereus – Browningia – Stetsonia
- Cacteae
  - Acharagma – Ariocarpus – Astrophytum – Aztekium – Coryphantha – Cumarinia – Echinocactus – Echinomastus – Epithelantha – Escobaria – Ferocactus – Geohintonia – Glandulicactus – Homalocephala (xem Echinocactus) – Kadenicarpus – Leuchtenbergia – Lophophora – Mammillaria – Neolloydia – Obregonia – Ortegocactus – Pediocactus – Pelecyphora – Rapicactus – Sclerocactus – Stenocactus – Strombocactus – Thelocactus – Turbinicarpus
- Cereeae
  - Arrojadoa – Brasilicereus – Cereus – Cipocereus – Coleocephalocereus – Melocactus – Micranthocereus – Monvillea – Praecereus – Uebelmannia – Yavia
- Echinocereeae
  - (Acanthocereus thuộc Hylocereeae)[2] –Austrocactus – Bergerocactus – Carnegiea – Castellanosia – Cephalocereus – Corryocactus – Dendrocereus – Echinocereus – Escontria – Eulychnia – Jasminocereus – Lemaireocereus – Leptocereus – Lophocereus – Mitrocereus – Myrtillocactus – Neobuxbaumia – Neoraimondia – Nyctocereus – Pachycereus – Peniocereus – Pfeiffera – Pilosocereus – Polaskia – Pseudoacanthocereus – Pseudomitrocereus – Pterocereus – Stenocereus – Stephanocereus – Strophocactus
- Hylocereeae[2]
  - Acanthocereus – Deamia – Disocactus – Epiphyllum – Kimnachia – Pseudorhipsalis – Selenicereus (including Hylocereus) – Weberocereus
- Lymanbensonieae
  - Calymmanthium – Lymanbensonia
- Notocacteae
  - Cintia – Copiapoa – Eriosyce – Frailea – Neowerdermannia – Notocactus – Parodia – Rimacactus – Thelocephala
- Rhipsalideae
  - Hatiora – Lepismium – Rhipsalis – Schlumbergera
- Trichocereeae
  - Acanthocalycium – Arthrocereus – Aylostera – Bolivicereus – Borzicactus – Brachycereus – Cephalocleistocactus – Cleistocactus – Denmoza – Discocactus – Echinopsis – Espostoa – Espostoopsis – Facheiroa – Gymnocalycium – Haageocereus – Harrisia – Lasiocereus – Leocereus – Leucostele – Lobivia – Matucana – Mila – Oreocereus – Oroya – Pygmaeocereus – Rauhocereus – Rebutia – Reicheocactus – Samaipaticereus – Sulcorebutia – Trichocereus – Weberbauerocereus – Weingartia – Yungasocereus